# Fondue
Fondue (af fransk fondre; at smelte) er en schweizisk ret bestående af vin, Kirsch og smeltet ost, som tilberedes i en særlig gryde, en caquelon, ved bordet. Fondue spises ved at dyppe lange gafler med brød i osten. Retten blev markedsført som landets nationalret i 1930'erne, og blev i 1960'erne populær i USA, Danmark og resten af Nordeuropa.
Den tidligste opskrift på fondue blev trykt i en schweizisk kogebog i 1699.
Efterhånden som retten blev populær i 1950'erne er fonduebegrebet udvidet, så det også kan indbefatte udskårne stykker af grønsager, svampe, kød eller fisk, som dyppes i opvarmet olie, buillon eller vin, 
ligesom chokoladefondue også har vundet frem som dessert. Her dypper man typisk frugt. Fra Frankrig kender man bourguignonne, fra Japan sukiyaki og fra Mongoliet shabu-shabu.
Blandt de oste, der kan anvendes er Emmentaler, Gruyère, Comté og Fontina.